# Diócesis de Budjala
La diócesis de Budjala (en latín: Dioecesis Budjalaënsis y en francés: Diocèse de Budjala) es una circunscripción eclesiástica de la Iglesia católica en la República Democrática del Congo. Se trata de una diócesis latina, sufragánea de la arquidiócesis de Mbandaka-Bikoro. Desde el 22 de octubre de 2009 su obispo es Philibert Tembo Nlandu, de la Congregación del Inmaculado Corazón de María.

## Territorio y organización
La diócesis tiene 50 000 km² y extiende su jurisdicción sobre los fieles católicos de rito latino residentes en (todo o parte) de los territorios de Mankanza y de Bomongo en la provincia de Équateur; los territorios de Budjala, Kungu y Gemena de la provincia de Ubangi del Sur; y el territorio de Businga en la provincia de Ubangi del Norte.
La sede de la diócesis se encuentra en la ciudad de Budjala, en donde se halla la Catedral de Nuestra Señora.
En 2020 en la diócesis existían 18 parroquias.

## Historia
La diócesis fue erigida el 25 de noviembre de 1964 con la bula Qui nullo merito del papa Pablo VI, obteniendo el territorio de la diócesis de Lisala.

## Estadísticas
Según el Anuario Pontificio 2021 la diócesis tenía a fines de 2020 un total de 484 430 fieles bautizados.
| Año                                                                             | Población            | Población | Población      | Sacerdotes | Sacerdotes    | Sacerdotes    | Bautizados por sacerdote | Diáconos permanentes | Religiosos | Religiosos | Parroquias |
| Año                                                                             | Bautizados católicos | Total     | % de católicos | Total      | Clero secular | Clero regular | Bautizados por sacerdote | Diáconos permanentes | Varones    | Mujeres    | Parroquias |
| ------------------------------------------------------------------------------- | -------------------- | --------- | -------------- | ---------- | ------------- | ------------- | ------------------------ | -------------------- | ---------- | ---------- | ---------- |
| 1970                                                                            | 166 804              | 370 000   | 45.1           | 61         | 6             | 55            | 2734                     |                      | 67         | 55         |            |
| 1980                                                                            | 214 000              | 567 000   | 37.7           | 36         | 5             | 31            | 5944                     |                      | 34         | 44         | 16         |
| 1990                                                                            | 346 198              | 721 785   | 48.0           | 33         | 16            | 17            | 10 490                   |                      | 20         | 52         | 16         |
| 1999                                                                            | 457 791              | 950 729   | 48.2           | 35         | 30            | 5             | 13 079                   |                      | 7          | 60         | 16         |
| 2000                                                                            | 486 212              | 979 250   | 49.7           | 37         | 33            | 4             | 13 140                   |                      | 4          | 60         | 16         |
| 2001                                                                            | 486 212              | 979 250   | 49.7           | 39         | 35            | 4             | 12 466                   |                      | 4          | 60         | 16         |
| 2002                                                                            | 500 798              | 1 008 627 | 49.7           | 38         | 35            | 3             | 13 178                   |                      | 3          | 57         | 16         |
| 2003                                                                            | 509 449              | 1 038 885 | 49.0           | 39         | 35            | 4             | 13 062                   |                      | 4          | 57         | 17         |
| 2004                                                                            | 524 783              | 1 070 051 | 49.0           | 47         | 44            | 3             | 11 165                   |                      | 3          | 57         | 17         |
| 2006                                                                            | 562 335              | 1 135 278 | 49.5           | 40         | 39            | 1             | 14 058                   |                      | 1          | 59         | 17         |
| 2012                                                                            | 669 000              | 1 353 000 | 49.4           | 43         | 43            |               | 15 558                   |                      | 4          | 80         | 18         |
| 2015                                                                            | 722 000              | 1 461 000 | 49.4           | 42         | 42            |               | 17 190                   |                      |            | 83         | 18         |
| 2018                                                                            | 454 855              | 1 145 570 | 39.7           | 45         | 45            |               | 10 107                   |                      |            | 99         | 18         |
| 2020                                                                            | 484 430              | 1 220 130 | 39.7           | 47         | 47            |               | 10 307                   |                      |            | 78         | 18         |
| Fuente: Catholic-Hierarchy, que a su vez toma los datos del Anuario Pontificio. |                      |           |                |            |               |               |                          |                      |            |            |            |

## Episcopologio
- François Van den Berghe, C.I.C.M. † (25 de noviembre de 1964-24 de enero de 1974 renunció)
- Joseph Bolangi Egwanga Ediba Tasame † (24 de enero de 1974-22 de octubre de 2009 renunció)
- Philibert Tembo Nlandu, C.I.C.M., por sucesión el 22 de octubre de 2009